# Marco Bautista
Marco Antonio Bautista Fuentes (Tomé, Chile, 26 de agosto de 1978) es un exfutbolista chileno. Jugaba de Defensa.

## Trayectoria
Ha jugado en equipos como Deportes Concepción, Universidad Católica, Cobreloa, Rangers, Deportes Puerto Montt, Lota Schwager y Fernández Vial. En todos los equipos que ha jugado se ha destacado por su fuerza en la marca, excelente cabezazo y su fuerte temperamento.

## Clubes
| Club                  | País  | Año       |
| --------------------- | ----- | --------- |
| Deportes Concepción   | Chile | 1997-1999 |
| Universidad Católica  | Chile | 2000      |
| Deportes Concepción   | Chile | 2001      |
| Cobreloa              | Chile | 2002      |
| Rangers               | Chile | 2003      |
| Deportes Concepción   | Chile | 2004-2005 |
| Deportes Puerto Montt | Chile | 2006      |
| Lota Schwager         | Chile | 2007      |
| Fernández Vial        | Chile | 2008      |
| Deportes Concepción   | Chile | 2009      |

- Datos: Q5996290